# Trans-European Motorways
För andra betydelser, se Tem.
Trans-European Motorways eller Trans-European North-South Motorway och ofta förkortatr TEM är ett större motorvägsprojekt som är framtaget av UNECE. Målet är längre motorvägar som ska binda ihop större och viktigare europeiska städer och även med viktiga platser i Europas närhet. Projektet startade redan 1977 men först under 1990-talet har projektet blivit mer synligt i praktiken då vissa berörda sträckor har blivit synliga. Ett mål som TEM har är att knyta ihop Östersjön, Adriatiska havet, Egeiska havet och Svarta havet landvägen med motorvägar. Man har också ett mål att se till att huvudstäder och ett flertal viktiga platser knyts ihop med motorvägar. Som en del i TEM:s projekt ingår t.ex. att bygga en motorväg som går från Berlin till Moskva.
Projektet avser i första hand östra Europa och Balkanhalvön. Därför är det ett mindre antal länder som verkligen är anslutna till TEM eller har kopplingar dit. De inblandade länderna är Bosnien och Hercegovina, Bulgarien, Georgien, Italien, Kroatien, Litauen, Polen, Rumänien, Slovakien, Tjeckien, Turkiet, Ungern och Österrike. Som observatörer finns även Sverige, Serbien och Ukraina med. Ett flertal stora motorvägsländer som t.ex. Tyskland eller Storbritannien är inte med i TEM och har inte ens något observatörskap. En del av TEM:s medlemsländer har inte motorvägar eller enbart ett mycket litet antal i form av små snuttar. De har ändå planer på att bygga ut motorvägar som ansluter i ett större nätverk. I de planer som TEM har ingår inte bara deras medlemsländer och observatörsländer utan även många kringliggande länder ingår också. I planerna ingår nämligen att knyta ihop viktiga platser inom TEM:s medlemsländer med andra viktiga platser i de kringliggande länderna. Flera av de planer som ingår i TEM faller även samman med de som ingår i det transeuropeiska transportnätet (TEN-T) som är EU:s satsningar på kommunikationer. Till skillnad från t.ex. TEN så ingår inte någon ekonomisk hjälp inom TEM.

## Läget
Rapport från TEM avseende 1 januari 2006. 
| Land                            | Tot planerad längd | Under byggnad | Under byggnad | I drift (km) | I drift (km) | % i drift |
|                                 | km                 | MTL           | MV            | MTL          | MV           |           |
| ------------------------------- | ------------------ | ------------- | ------------- | ------------ | ------------ | --------- |
| Bosnien och Hercegovina         | 331                | -             | 8             | -            | 12           | 3.6       |
| Bulgarien                       | 925                | -             | 15            | 19           | 274          | 30.6      |
| Georgien                        | 1053               | -             | -             | -            | 8            | 0.8       |
| Italien                         | 1519               | -             | 4             | -            | 1515         | 99.7      |
| Kroatien                        | 1465               | 6             | 161           | 88           | 742          | 53.7      |
| Litauen                         | 719                | 29            | 14            | 254          | 466          | 82.5      |
| Polen                           | 3317               | 56            | 207           | 85           | 626          | 20.1      |
| Rumänien                        | 3026               | -             | 202           | -            | 201          | 6.6       |
| Slovakien                       | 935                | 3             | 71            | 570          | 362          | 69.2      |
| Tjeckien                        | 987                | 16            | 90            | 16           | 561          | 57.6      |
| Turkiet                         | 6896               | -             | 288           | 3659         | 2571         | 63.8      |
| Ungern                          | 1658               | 15            | 395           | 67           | 617          | 39.3      |
| Österrike                       | 485                | 35            | 22            | 35           | 428          | 92.0      |
| Totalt                          | 23316              | 160           | 1477          | 4793         | 8383         | 46.2      |
| MTL=motortrafikled, MV=motorväg |                    |               |               |              |              |           |

Siffrona "% i drift" stämmer inte helt mot tabellen men är vad står i rapporten.